# Ed Grimley
Edward Mayhoff 'Ed' Grimley era originalmente un personaje de la serie televisiva SCTV y posteriormente, de Saturday Night Live. Fue creado y personificado por Martin Short.  

## Personalidad
Es un nerd hiperactivo, neurótico, peinado tipo "chupado de vaca", obsesionado con la (trivial) cultura pop, en especial con el programa La Rueda de la Fortuna y el anfitrión de la versión estadounidense del programa, Pat Sajak. También le gusta tocar el triángulo, que, en su caso, consiste en tocar una única nota, y luego bailar por el resto de la pieza musical que esté "tocando" (usualmente una rapsodia húngara).
Entre sus frases más conocidas tenemos "Digo yo, ¿no?" o "Totalmente decente".

## Salto a los dibujos animados
Luego de la gran popularidad lograda en SNL, Ed Grimley protagonizó su propio show de dibujos animados de  Hanna-Barbera, llamado Las Locas Aventuras y Desventuras de Ed Grimley (producido en 1988 y lanzado en Latinoamérica en la década de los años 1990). En cada episodio, Ed vivía alguna aventura, en la cual se intercalaban las clases de ciencia de los Sorprendentes Hermanos Gustav (Roger y Emil), y una historia de "miedo" del Conde Floyd (un show dentro de un show, similar a Krusty en Los Simpson). La parte de la animación conocida como layout fue realizada en la Argentina, en los estudios Jaime Díaz.

## Personajes
- Ed Grimley, personaje principal
- El Conde Floyd, torpe anfitrión de una serie televisiva vista por Ed
- Wendell, el niño vecino de Ed
- Los Hermanos Gustav, que no guardaban relación con las historias mostradas en la serie, sino que eran una especie de "entremés"

- Datos: Q5334887